# El cangrejo de las pinzas de oro (película)
El cangrejo de las pinzas de oro es un largometraje belga de 1947 producido por Wilfried Bouchery para Films Claude Misonne y basado en el cómic del mismo nombre perteneciente a Las aventuras de Tintín de Hergé. Esta fue la primera historieta de Tintín que se adaptó a una película y sigue la historia del cómic casi exactamente.
La película fue proyectada solo dos veces, la primera en el cine ABC el 11 de enero de 1947 para un grupo de invitados especiales, mientras que se mostró en público el 21 de diciembre de ese año, antes de que Bouchery se declarara en bancarrota y huyera a Argentina. Todos los equipos fueron incautados y una copia de la película quedó almacenada en la Cinémathèque Royale de Bélgica. El 14 de mayo de 2008, la película fue lanzada en PAL DVD en Francia por Fox Pathé Europa.
El filme está realizado con marionetas animadas mediante la técnica de stop-motion.

## Argumento
Tintín se ve involucrado en el misterio de un hombre ahogado, una lata regular de carne de cangrejo, y el nombre de un barco llamado Karaboudjan. Al investigar el barco, Tintín descubre que el envío de latas no contiene carne de cangrejo, sino drogas. Después de enterarse de los negocios sombríos de la nave, Tintin termina siendo prisionero en esta, que ya ha salido del puerto. La única manera de escapar de Tintín es dirigiéndose a tierra con un bote salvavidas, y la única persona que lo ayuda es el capitán de la nave, el alcohólico Capitán Haddock, quién es el único a bordo que no sabe que su tripulación está traficando drogas.